# محطة الشعيبة لتحلية المياه المالحة وتوليد الطاقة الكهربائية
محطة الشعيبة لتحلية المياه المالحة وتوليد الطاقة الكهربائية هي محطة تقع على الساحل الغربي للمملكة العربية السعودية، على ضفاف البحر الأحمر، تبعد عن مدينة جدة نحو 120 ميلاً.
وتعتبر أكبر محطة لتوليد الكهرباء من مصادر احفورية في العالم بحوالي 5,600 ميجا وات، وثالث أكبر محطة تحلية مياه في العالم، مقارنةً بالمحطات الأخرى، على سبيل المثال: (محطة كهرباء السد العالي بمصر على النيل ينتج 2.100 ميجاوات فقط).
وتعد محطة الشعيبة أول مشروع تم تطويره بعد أن اتخذت السعودية قرارًا بخصخصة هذه السوق وفتح المجال أمام الشركات الخاصة للاستثمار فيها.

## التكلفة الإجمالية
بلغت التكلفة الإجمالية للمشروع قُرابة 2.450 مليون دولار أمريكي.

## تاريخ المشروع
يتكون مشروع محطة الشعيبة من عدة مراحل ولكل مرحلة عدة أطوار متفاوتة، بدأت المرحلة الأولى في عام 1985 م، ثم ألحق الطور الثاني من المرحلة الأولى بعدها بعشر سنوات 1995 (كان يتم توليد قدر من الكهرباء وتحلية كمية من المياه في تلك المنطقة بالتحديد في عام 1985)، حيث قادت شركة إيه بي بي تحالفاً دولياً لبناء محطة توليد طاقة تتضمن ثلاث عنفات، وغلاية استرداد الحرارة، ومعدات إضافية أخرى. علما بأن تكلفة الطور الثاني بلغت 850 مليون دولار.
وبدأ تشغيل أول الوحدات في عام 2001 م ثم تلتها المتبقيتان في 2003 م. أما من تولى الطور الثالث فقد كان تحالفاً دولياً بقيادة ألستوم.
مر المشروع بالخطوة الثانية حيث بَنَت هانجونج (تُعرف الآن باسم: دوسان للصناعات الثقيلة) بالتعاون مع بكتل محطةً لتحلية المياه بالوميض اللحظي، حتى أصبحت قدرة التحلية في المشروع بمرحلته الأولى والثانية بلغت 76800 طن/يوم. أما المرحلة الثالثة فيقودها تحالف ماليزي سعودي، وأحد أطواره سيكون مخصصاً لشركة ألستوم مرة أخرى.

## الخصائص الفنية
بعد نهاية المرحلة الثالثة أصبح المشروع مكوناً من 14 وحدة كهربائية لها قدرة توليد تبلغ 5,600 ميجاوات. مما يجعل هذه المحطة أكبر محطات توليد الكهرباء من مصادر أحفورية في العالم، وتقوم أرامكو بتوفير الكميات اللازمة من النفط عبر ناقلات لتغطية احتياجات المحطة.
وترتبط المولدات الكهربائية بشبكة أكبر تبلغ 380 k volt، أمّا محطة المياه فهي مرتبطة بأنابيب تبلغ 80 كيلو تبدأ من المحطة وحتى شبكة الأنابيب الوطنية.

## الشركة المشغلة
يدير المحطة عدة شركات بسبب تنوع المنشآت فيها، لكنها كلها تخضع لتوجيهات حكومة المملكة العربية السعودية ممثلةً بوزارة المياه والكهرباء.